# By-pass ileale parziale
Il  by-pass ileale parziale è una tecnica chirurgica.

## Storia
La prima volta che venne eseguito fu nel 1962 dal professore Henry Buchwald dell'università del Minnesota.

## Indicazioni
L'intervento viene eseguito in caso di iperlipidemia.

## Effetti collaterali
Fra le possibili complicanze:
- diarrea
- calcoli renali
- calcoli biliari
- occlusione intestinale